# واسیلیفسکی (باشقیرستان)
واسیلیفسکی (انگلیسی: Vasilyevsky, Republic of Bashkortostan) یک شهرک در شهرستان کوگارچینسکی جمهوری باشقیرستان در کشور روسیه است.